# جيمي كولبي
جيمي كولبي (بالإنجليزية: Jamie Colby)‏ هي صحفية أمريكية، ولدت في 21 ديسمبر 1970 في Forest Hills, Queens ‏ في الولايات المتحدة.